# Meysam Joudaki
Meysam Joudaki (tiếng Ba Tư: میثم جودکی, born May 5, 1995 ở Iran) là một hậu vệ bóng đá người Iran, hiện tại thi đấu cho Gostaresh ở Iran Pro League.